# Operacja Memel
Operacja Memel – niemiecka akcja antypartyzancka przeprowadzona w dniach 27-29 października 1943 roku w lasach suchedniowskich, skierowana przeciw oddziałom ppor. Jana Piwnika Ponurego i zakończona porażką Niemców i zadaniem im dużych strat.